# Số nhựa

Các hình vuông có cạnh theo tỷ lệ lập thành một đường xoắn đóng

Trong toán học, số nhựa ρ (hay còn gọi là hằng số nhựa, tỷ lệ nhựa,  số Pisot tối thiểu, số platin, số của Siegel hoặc trong tiếng Pháp, le nombre radiant) là hằng số toán học là nghiệm thực duy nhất của phương trình bậc ba:
{\displaystyle x^{3}=x+1.}
Giá trị chính xác của nó là
{\displaystyle \rho ={\sqrt[{3}]{\frac {9+{\sqrt {69}}}{18}}}+{\sqrt[{3}]{\frac {9-{\sqrt {69}}}{18}}}.}
Khai triển thập phân của nó bắt đầu từ 1.324717957244746025960908854....

## Tính chất

### Tính hồi quy
Các lũy thừa của số nhựa A(n) = ρn thỏa mãn công thức hồi quy tuyến tính bậc ba A(n) = A(n − 2) + A(n − 3) với n > 2. Do đó hằng số nhựa là tỷ lệ giới hạn giữa hai phần tử liên tiếp trong bất kỳ dãy số nguyên (khác không) thỏa mãn quan hệ hồi quy, chẳng hạn như dãy Padovan (hay còn gọi là các số Cordonnier), dãy số Perrin và dãy số Van der Laan, và có mối quan hệ với các dãy này tương tự với quan hệ của tỷ lệ vàng với dãy số Fibonacci bậc hai và dãy số Lucas, và tương tự với quan hệ giữa tỷ lệ bạc và dãy số Pell.
Số nhựa có thể viết dưới dạng căn lồng nhau như sau
{\displaystyle \rho ={\sqrt[{3}]{1+{\sqrt[{3}]{1+{\sqrt[{3}]{1+\cdots }}}}}}.}

### Lý thuyết số
Bởi số nhựa có đa thức tối tiểu x3 − x − 1 = 0, nó còn là nghiệm của phương trình đa thức p(x) = 0 với mọi đa thức p là bội của x3 − x − 1, nhưng không cho các đa thức có hệ số nguyên. Bởi định thức của đa thức tối tiểu là −23, trường phân rã của nó trên các số hữu tỉ là {\displaystyle \mathbb {Q} ({\sqrt {-23}},\rho ).} Trường này còn là trường lớp Hilbert của {\displaystyle \mathbb {Q} ({\sqrt {-23}}).} Bởi vậy, nó có thể viết bằng hàm eta Dedekind {\displaystyle \eta (\tau )} với tham số {\displaystyle \tau ={\tfrac {1+{\sqrt {-23}}}{2}}},
{\displaystyle \rho ={\frac {-1}{z^{23}}}{\frac {\eta (\tau )}{{\sqrt {2}}\,\eta (2\tau )}}=1.3247\dots }
và căn đơn vị {\displaystyle z=e^{2\pi i/48}}. Tương tự như vậy cho tỷ lệ siêu vàng với tham số {\displaystyle \beta ={\tfrac {1+{\sqrt {-31}}}{2}}},
{\displaystyle \psi ={\frac {-1}{z^{23}}}{\frac {\eta (\beta )}{{\sqrt {2}}\,\eta (2\beta )}}=1.4655\dots }
Bên cạnh đó, số nhựa là số Pisot–Vijayaraghavan nhỏ nhất. Liên hợp đại số của nó là
{\displaystyle \left(-{\frac {1}{2}}\pm {\frac {\sqrt {3}}{2}}i\right){\sqrt[{3}]{\frac {9+{\sqrt {69}}}{18}}}+\left(-{\frac {1}{2}}\mp {\frac {\sqrt {3}}{2}}i\right){\sqrt[{3}]{\frac {9-{\sqrt {69}}}{18}}}\approx -0.662359\pm 0.56228i,}
với giá trị tuyệt đối ≈ 0.868837 (dãy số A191909 trong bảng OEIS). Giá trị này còn là {\displaystyle {\frac {1}{\sqrt {\rho }}}} bởi tích của ba nghiệm của đa thức tối tiểu bằng 1.

### Lượng giác
Số nhựa có thể viết bằng hàm cos hyperbol (cosh) và nghịch đảo của nó:
{\displaystyle \rho ={\frac {2{\sqrt {3}}}{3}}\cosh \left({\frac {1}{3}}\cosh ^{-1}\left({\frac {3{\sqrt {3}}}{2}}\right)\right).}

### Hình học

Ba cách để phân hoạch hình vuông thành các hình chữ nhật đồng dạng nhau

Có chính xác ba cách để phân hoạch hình vuông thành các hình chữ nhật đồng dạng:
1. Cách dễ thấy đầu tiên là ba hình chữ nhật tương đẳng với nhau và cùng tỷ lệ 3:1.
2. Cách thứ hai là chia sao cho hai trong ba hình chữ nhật tương đẳng nhau và cái thứ ba có độ dài cạnh gấp đôi độ dài cạnh tương ứng của cái còn lại, các hình chữ nhật có cùng tỷ lệ 3:2.
3. Cách thứ ba chia thành ba hình chữ nhật có kích thước khác nhau và chúng đều có tỷ lệ ρ2. Tỷ lệ giữa kích thước các hình chữ nhật là: ρ (lớn:trung bình); ρ2 (trung bình:bé); và ρ3 (bé:lớn). Cạnh dài bên trong của hình chữ nhật lớn nhất cắt hai trong bốn cạnh của hình vuông trong đó mỗi cạnh thành hai đoạn có tỷ lệ ρ. Cạnh ngắn bên trong của hình chữ nhật trung bình (và cùng là cạnh dài bên trong của hình chữ nhật nhỏ) cắt một cạnh hình vuông thành hai đoạn có tỷ lệ ρ4.

Việc mà hình chữ nhật có tỷ lệ ρ2 có thể dùng để chia một hình vuông thành ba hình chữ nhật đồng dạng, tương đương với tính chất đại số của số ρ2 liên hệ với định lý Routh–Hurwitz: tất cả các liên hợp của nó đều có phần thực dương.

## Lịch sử và tên gọi

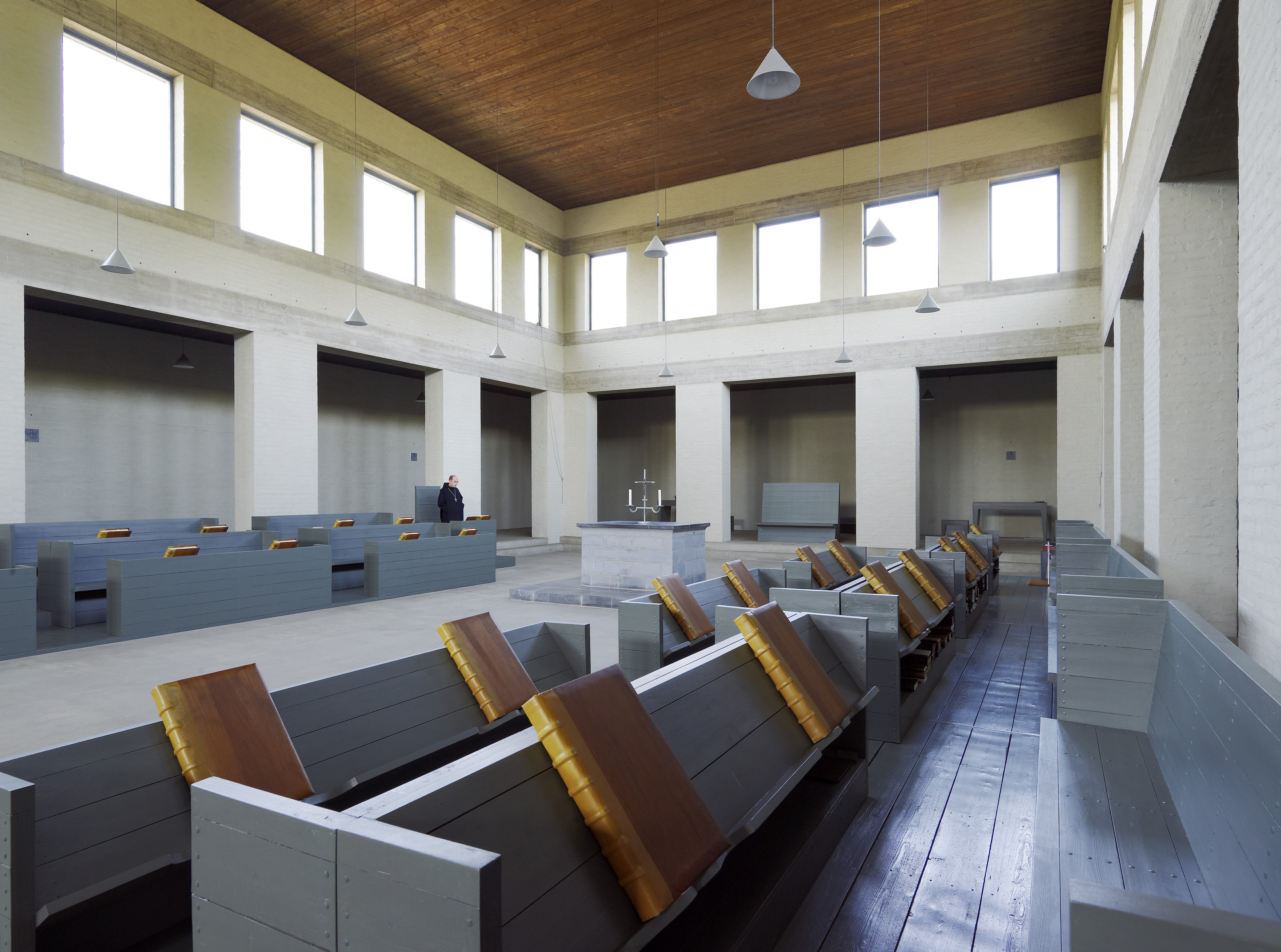
Nhà thờ St. Benedictusberg Abbey năm 1967 của Hans van der Laan có tỷ lệ theo hằng số nhựa.

Kiến trúc sư người Ha Lan và tu sĩ Benedictine Dom Hans van der Laan đưa cái tên số nhựa (tiếng Hà Lan: het plastische getal) cho số này vào năm 1928. Trong 1924, bốn năm trước khi van der Laan đặt tên, kỹ sư người Pháp Gérard Cordonnier đã phát hiện ra số này trước và gọi là số radiant (tiếng Pháp: le nombre radiant). Không như tên của tỷ lệ vàng và tỷ lệ bạc, từ "nhựa" dùng bởi van der Laan không phải để nhắc đến một chất cụ thể, mà để lấy theo nghĩa tính từ, nghĩa là một vật nào đó có thể cho vào một hình ba chiều. Ở đây, dựa theo Richard Padovan, lý do là bởi tỷ lệ đặc trưng của con số 3/4 và 1/7 có liên hệ với giới hạn mà tri giác con ngưới có thể liên hệ một kích thước vật lý này so với một kích thước vật lý khác. Van der Laan đã thiết kế nhà thờ St. Benedictusberg Abbey năm 1967 theo tỷ lệ của số nhựa.
Số nhựa còn đôi khi được gọi là số bạc, cái tên được đưa bởi Midhat J. Gazalé và sau được dùng bởi Martin Gardner, nhưng cái tên đó lại dùng để gọi cho tỷ lệ bạc {\displaystyle 1+{\sqrt {2}},}  một trong họ các tỷ lệ lấy từ trung bình kim loại (metallic mean) lần đầu được mô tả bởi Vera W. de Spinadel trong 1998.
Martin Gardner đề cập gọi {\displaystyle \rho ^{2}} là "phi cao", và Donald Knuth tạo mã typography đặc biệt riêng cho tên này, một phiên bản của chữ Hy Lạp phi ("φ") với hình tròn tâm của nó được nâng lên, giống với chữ Georgia pari ("Ⴔ").